# Mormia aristosa
Mormia aristosa är en tvåvingeart som beskrevs av Quate 1967. Mormia aristosa ingår i släktet Mormia och familjen fjärilsmyggor. Inga underarter finns listade i Catalogue of Life.